# Maison de la Place
La maison de la Place, également appelée chalet de la Place, est un chalet située sur le territoire de la commune vaudois de Rossinière, en Suisse.

## Histoire
La maison est construite en 1664 par Abraham Goballet qui avait déjà construit la cure du village avec son père quelques années plus tôt. Son premier propriétaire est le notaire et curial Adam Martin, neveu par alliance du charpentier.
Le chalet est inscrit comme biens culturels suisses d'importance nationale. Il fait partie des « chambres d'hôtes de charme en Suisse » avec 3 chambres doubles. Tout comme le Grand Chalet, la façade en bois du bâtiment est décorée par de nombreux motifs gravés et peints.